# Дети ночи (рассказ)
«Де́ти но́чи» (англ. «The Children of the Night») — рассказ Роберта Говарда в жанре фэнтези из «Пиктского цикла» и мистического литературного сериала «Конрад и Кирован». Написан в октябре 1930 года. Опубликован в 1931 году в американском журнале фантастики Weird Tales, в США. Входит в большую межавторскую антологию «Мифы Ктулху» (первый рассказ Говарда в сеттинге Лавкрафта). В этом рассказе впервые упомянуты два известных персонажа Говарда — профессор Джон Кирован и легендарный исследователь оккультизма фон Юнцт, автор эзотерической книги «Unaussprechlichen Kulten».

## Сюжет
Словно начинка в сэндвиче из страшных историй Гюисманса и Уолполовским «Замком Отранто», притаились «Безымянные культы» фон Юнцта. Будучи далеко не беллетристикой, эта книга не даст вам спать спокойно ночь напролет!
США, 1930-е годы. Несколько мужчин ведут разговор в гостиной оккультиста Джона Конрада: сам Конрад, профессор антропологии Кирован, их компаньон Джон О'Доннел, от имени которого ведётся повествование, издатель Клементс, некто Таверел и загадочный аристократ Кетрик, отличавшийся нетипичной для англичанина монголоидной внешностью. Разговор начавшийся с проблем антропологии постепенно смещается в область литературы и старинных преданий. Собравшиеся обсуждают демонологическую книгу барона фон Юнцта «Unaussprechlichen Kulten», находящуюся в кабинете. Упоминается ряд существ из мифологии Ктулху, процитирован иносказательный отрывок стихотворения Джеймса Флеккера «Ворота Дамасска», в привязке к прямой цитате из «Unaussprechlichen Kulten» о «городе в опустошении».
Клементс считает, что некоторые из описанных в «Unaussprechlichen Kulten» древних верований сохраняются и поныне. Он рассказывает, что в студенческие годы снимал комнату с неким шотландцем, представителем древнего гэльского рода. Тот разговаривал во сне, связав воедино его бессвязные речи Клементс услышал о существовании древнепиктского культа Брана и Тёмной Империи пиктов, "ставшей преемницей державы ещё более древней и таинственной, уходящей корнями в каменный век", о том как современные потомки пиктов поклоняются огромному изваянию короля Брана Мак Морна, укрытого в тайной пещере в горах Шотландии, "в ожидании дня, когда статуя Брана внезапно задышит и оживёт, явится миру из гигантской пещеры и возродит свою забытую империю".
Фон Юнцт, говоря о пиктах, имеет в виду низкорослый темнокожий народец средиземноморских кровей, который принес в Британию неолитическую культуру. Первые обитатели этой страны, послужившие впоследствии фактической основой для создания легенд о Маленьком Народе: духах земли, гоблинах и им подобных.
Приводя доводы в пользу своей теории, Конрад показывает миниатюрный кремнёвый молот эпохи неолита, найденный шахтёрами в холмах Уэльса. Конрад приладил к молоту дубовую рукоять, он утверждает, что данный предмет принадлежал к культуре неизвестной низкорослой расы. Собравшиеся осматривают артефакт, неожиданно Кетрик наносит удар по голове О'Доннела.
Очнувшись после удара Кетрика, Джон О'Доннел обнаружил, что находится в мрачном лесу древней Англии. Он был облачён в одеяние кельтских воинов — в набедренную повязку из оленьей шкуры, боевые сандалии и имел при себе тяжёлый металлический топор. О'Доннел понимает, что настоящее его имя звучит не иначе как Арьяра. Он видит изувеченные тела своих товарищей из Народа Мечей (англ. Sword People) и собравшихся сокруг них Детей Ночи — племя рептилоидных потомков змеелюдей с раскосыми глазами и монголоидной внешностью. Дети Ночи враждуют и с пиктами и с кельтами, проживающими в тех же краях, но нападают только под покровом темноты, поскольку в росте и комплекции уступают людям. О'Доннел вспоминает, что накануне с пятью своими товарищами отправился на охоту. Сбившись с дороги в малопосещаемом соплеменниками лесу, кельты заночевали, выставив часового - Арьяру. Тот заснул на посту а тайно наблюдавшие за ними Дети Ночи вырезали охотников. Он понимает, что соплеменники не простят ему гибели товарищей и он станет изгоем. Арьяра призывает на помощь бога Ил-Мариненаа и, впав в боевое безумие, нападает на отряд змеелюдей. Уцелевшие в ужасе разбегаются. Арьяра догоняет вожака, обезглавливает его и по змеиной тропинке, по которой не успел уйти вожак, пробирается к селению змеелюдей. Арьяра врубается в толпу змеелюдей, убивая их направо и налево, те окружают его, пытаясь побыстрее с ним разделаться. В этом бою Арьяра погибает. 
Говард указывает, что Дети Ночи живут в землянках. обладающих разветвлённой сетью подземных ходов, использовуют исключительно кремнёвое оружие, характерное для людей эпохи неолита, тогда как кельтские племена применяли оружие из бронзы или железа. 
Джон О'Доннел вновь возвращается в 1930-е годы, в кабинет Конрада. Придя в себя, он тут же нападает на Кетрика, пытаясь его задушить. Собравшиеся насилу отрывают его от Кетрика. О'Доннел заявляет, что должен немедленно убить Кетрика, принадлежащего к чуждой предкам англо-саксов расе змеелюдей, дабы тот не осквернял землю своим присутствием.    
О'Доннел указывает, что племена, осевшие на земле, утрачивали  силу и становились жертвами кочующих племён. Он считает, что остатки недобитых датчанами Детей Ночи укрылись в холмах, где возможно скрываются и поныне. Очевидно, что одна из этих тварей изнасиловала женщину из рода Кетриков, дав начало самому Кетрику. О'Доннел жадет расправиться с ним, даже если его за это повесят.   

Но сам Кетрик – отродье ночи, этот кошмар, ублюдок ползучих тварей… Пока пульсирует в нём змеиная кровь, пока он не уничтожен, не будет мне покоя. Теперь, когда я знаю, кто он на самом деле, я всем своим нутром ощущаю, как отравляет он чистый воздух и оставляет склизкий змеиный след на земле. Звук его шипящего голоса наполняет меня отвращением, взгляд раскосых глаз приводит в бешенство. Для меня, представителя белой расы, такие как он, являются постоянной угрозой и оскорблением, как змея под ногой. Пусть столетия кровосмешения окрасили мои волосы в чёрный цвет и сделали смуглой кожу, я продолжаю считать себя арийцем. Как мои предки, как Арьяра, так и я сам, Джон О'Доннел, должен истреблять ползучих тварей, чудовищ с клеймом змеи на челе, затаившееся в древнем саксонском роде.— Роберт Говард «Дети ночи»

## Персонажи
- Джон О'Доннел — главное действующее лицо, компаньон Кирована и Конрада. Персонаж нескольких рассказов из цикла «Конрад и Кирован».
- Арьяра — древнекельтский воин из племени Народ Мечей. Воплощение О'Доннела во доисторических временах.
- Джон Кирован — профессор, историк, антрополог, этнограф. Один из известных персонажей Говарда.
- Джон Конрад — оккультист, компаньон Кирована и О'Доннела. Один из известных персонажей Говарда.
- Клементс — вымышленный писатель, редактор поэтического журнала «The Cloven Hoof».
- Таверел[~ 4] — один из гостей Конрада. Персонаж нескольких рассказов из цикла «Конрад и Кирован».
- Кетрик — спутник Таверела, представитель рода Седриков Сассекских. Персонаж нескольких рассказов из цикла «Конрад и Кирован».
- Фридрих Вильгельм фон Юнтц (1795-1840) — вымышленный немецкий оккультный исследователь (1795-1840), автор книги «Сокровенные культы».
- Бран Мак Морн — легендарный король пиктов, известный персонаж Говарда из его «Пиктского цикла».
- Хендрик Брулер — вымышленный профессор антропологии. Один из малоизвестных персонажей «Конрад и Кирован».

## Упоминаемые исторические лица
- Джованни Боккаччо (1313-1375) — итальянский писатель и поэт эпохи раннего Возрождения. Известен своей классической книгой «Декамерон» 1352—1354 годов.
- Эдгар Алан По (1809-1849) — великий американский писатель и поэт. Также упоминается его рассказ «Падение дома Ашеров» 1839 года.
- Алджернон Блэквуд (1869-1951) — английский писатель-мистик. Известен своим романом «Кентавр» 1911 года.
- Чарлз Роберт Метьюрин (1782-1824) — английский писатель, священник. Известен своим готическим романом «Мельмот Скиталец» 1817 года.
- Артур Мэйчен (1863-1947) — английский писатель литературы ужасов, оккультист. Также упоминается его новелла «Черная печать» 1895 года.
- Говард Лавкрафт (1890-1937) — американский писатель-фантаст. Также упоминается его рассказ «Зов Ктулху» 1926 года.
- Жорис-Карл Гюисманс (1848-1907) — французский писатель и поэт. Известен мистическим романом «Бездна» 1891 года.
- Хорас Уолпол (1717—1797) — английский писатель-мистик, основоположник готического романа. Также упоминается его роман «Замок Отранто» 1764 года.
- Карл Гроссе (1768–1847)[~ 5] — немецкий оккультист, автор готического романа 1791 года «Horrid Mysteries»[~ 6], повествующий об иллюминатах.
- Флиндерс Питри (1853-1942) — британский археолог и египтолог, профессор Лондонского университета, исследователь Стоунхенджа.
- Франц Боас (1858-1942) — американский антрополог и лингвист.
- Джеймс Элрой Флеккер[~ 7] (1884-1915) — английский поэт, драматург. Также цитируется отрывок из его стихотворения «Gates Of Damascus»[4] 1912 года.

## Упоминаемые книги
- Missale Romanum — католический требник венецианского издания 1740 года.
- The Book of Peers — собрание родословных аристократических родо́в Великобритании.
- Unaussprechlichen Kulten — книга о невыразимых культах фон Юнцта.
- Некрономикон — книга имён мёртвых Абдула Альхазреда.
- The Cloven Hoof — вымышленный поэтический журнал, издаваемый в США.

## Упоминаемые расы и существа
- Йог-Сотот — бог из мифов Ктулху, физическое воплощение мироздания. Впервые упомянут в романе Лавкрафта  «Случай Чарльза Декстера Варда» (1927).
- Ктулху — центральное божество из мифов Ктулху, владыка миров, спящий на дне Тихого океана. Впервые упомянут в рассказе Лавкрафта «Зов Ктулху» (1928).
- Тсатоггуа — гиперборейский чёрный бог из мифов Ктулху. Впервые упомянут в рассказе Роберта Говарда «Королевство теней» (1929).
- Голгорот — пернатый бог тьмы атлантов из мифов Ктулху. Впервые упомянут в рассказе Роберта Говарда «Луна черепов» (1930).
- Дети Ночи — потомки змеелюдей — расы рептилоидов, распространившейся из затонувшей Лемурии в Гиперборею и на Британские острова.
- Иль-Маринен — финско-арийский бог ярости из древнекельтского культа. Одна из ипостасей Велунда.
- Кельты — упоминаются племена Народ Мечей, Волчий Народ и Народ Реки.
- Пикты — древний народ, населявший Шотландию со времён неолита. По версии фон Юнцта, пикты были представителями средиземноморской расы.

## Географические объекты
- Уэльс — княжество в составе Великобритании, в прошлом объединение независимых кельтских королевств.
- Суссекс — графство Юго-Восточной Англии, располагающееся на территории древнего королевства Суссекс.
- Дарлинг — река на юго-востоке Австралии, правый приток Муррея.
- Новая Англия — регион на северо-востоке США, включающий в себя штаты Коннектикут, Мэн, Массачусетс, Нью-Гэмпшир, Род-Айленд, Вермонт.
- Тёмная империя — пиктское королевство Брана Мак Морна из произведений Роберта Говарда.

## Роберт Говард в мифологии Ктулху
Pass not beneath! Men say there blows in stony deserts still a rose

But with no scarlet to her leaf—and from whose heart no perfume flows...
«Дети ночи» — первый рассказ Роберта Говарда, в котором он использует (упоминает) элементы мифологии Лавкрафта. Незадолго до написания рассказа, в сентябре 1930 года, Говард написал письмо школьному другу Тевису Клайду Смиту, где высказывает желание использовать в своих рассказах отдельные элементы из мифов Ктулху.

Я получил письмо от Лавкрафта, в котором он, к моему большому огорчению, сообщает, что Ктулху, Р'лиех, Юггот, Йог Согот и прочие - всего лишь плоды его собственного воображения <...>
И я собираюсь спросить Лавкрафта, нельзя ли мне использовать его мифологию в моих рассказах - в виде намеков, конечно....— Роберт Говард
Результатом этого намерения и стал короткий рассказ «Дети ночи», который пока лишь формально относился к мифологии Ктулху, являясь переходным от чисто говардовской мифологий пиктов, Соломона Кейна и тому подобных, к сеттингу Лавкрафта. В последующем рассказе «Чёрный камень», мифология Ктулху у Говарда прослеживается уже более ясно.
Дебютный рассказ Говарда на около-ктулхианскую тему принято считать крайне неудачным и одним из наиболее слабых фантастических рассказов во всём авторском наследии Роберта Говарда. Во многом этот печальный факт произошёл благодаря навязчивым и тупиковым идеям расовой теории, которые в данном произведении преообладают над художественностью, превращая тонкий сомнабулический мир, созданный Лавкрафтом, в абсурдный и дешёвый боевик, слегка прикрытый мистическими элементами антуража. В то же время, несмотря на явную вторичность как сюжета, так и художественных приёмов, которые Говард пытался использовать, рассказ «Дети ночи» чрезвычайно интересен с фактологической точки зрения, ибо раскрывает предысторию вклада Роберта Говарда в массив мифов Ктулху.

## Интересные факты
- За рассказ «Дети Ночи» Роберт Ирвин Говард получил от издательства журнала гонорар Weird Tales в размере шестидесяти долларов США[7].

## Комментарии
1. ↑  Здесь и далее все имена и названия приводятся по переводу А. Тугушевой.
2. ↑  Отсылка к роману Марка Твена «Янки при дворе короля Артура»
3. ↑  Расистские мотивы очень характерны для творчества Говарда в принципе, учитывая его техасское происхождение.
4. ↑  Интересно, что у Роберта Говарда был литературный псевдоним John Taverel.
5. ↑  Вероятный прототип фон Юнцта.
6. ↑  Вероятный прототип книги фон Юнцта «Сокровенные культы»
7. ↑  Вероятный прототип поэта Джастина Джеффри (1898–1926) — известного персонажа мифов Ктулху, создателя вымышленной поэмы «Люди монолита».